# Tadeusz Styczeń
Tadeusz Styczeń SDS (ur. 21 grudnia 1931 w Wołowicach koło Krakowa, zm. 14 października 2010 w Trzebini) – polski duchowny rzymskokatolicki, salwatorianin, etyk profesor zwyczajny Katolickiego Uniwersytetu Lubelskiego, uczeń i bliski przyjaciel Jana Pawła II, obecny przy jego śmierci.

## Edukacja i praca naukowa
Od 1944 uczęszczał do tajnego gimnazjum zgromadzenia salwatorianów w Krakowie. W 1947 wstąpił do tegoż zgromadzenia, nowicjat odbył w Bagnie koło Wrocławia, 8 września 1948 złożył pierwsze śluby zakonne. Święcenia kapłańskie otrzymał 5 kwietnia 1955 w Krakowie z rąk biskupa Franciszka Jopa.
Studiował następnie na Wydziale Teologicznym Uniwersytetu Jagiellońskiego, a po likwidacji tego Wydziału (1955) – na Wydziale Filozoficznym Katolickiego Uniwersytetu Lubelskiego. Pod kierunkiem Karola Wojtyły obronił magisterium, doktorat (1963) i pracę habilitacyjną (1971) z etyki. Tytuł profesora nadzwyczajnego otrzymał w 1981.
Był asystentem i adiunktem w Katedrze Etyki KUL. Pod nieobecność zajętego obowiązkami biskupimi w Krakowie Karola Wojtyły faktycznie kierował pracami Katedry, objął formalnie Katedrę Etyki po wyborze swojego poprzednika na papieża w 1978. Otrzymał tytuł profesora nauk filozoficznych. W 1982 doprowadził do powstania międzywydziałowego Instytutu Jana Pawła II KUL (zajmującego się głównie nauczaniem papieskim) i został jego dyrektorem. Funkcję tę pełnił do 30 listopada 2006 roku (od 1 grudnia 2006 roku pozostawał jego dyrektorem honorowym).
Od 1988 był również redaktorem naczelnym miesięcznika tego Instytutu "Ethos". W pracy naukowej zajmował się etyką, metaetyką, godnością osoby ludzkiej, wartością życia człowieka. Ksiądz profesor Tadeusz Styczeń, nawiązując do myśli swojego Mistrza, rozwinął i pogłębił personalistyczną wizję etyki miłości i życia oraz wizję małżeństwa i rodziny jako communio personarum.
Autor ponad 300 prac z dziedziny etyki, m.in. Etyka niezależna, ABC etyki, Wprowadzenie do etyki, O etyce Karola Wojtyły-uczeń.

## Członkostwo w organizacjach
- od 1981 jeden z założycieli i członek Międzynarodowej Akademii Filozoficznej z siedzibą początkowo w Dallas następnie w Księstwie Liechtenstein
- od 1982 do 2006 założyciel i dyrektor Instytutu Jana Pawła II KUL
- od 1994 członek Papieskiej Akademii Życia
- konsultor Papieskiej Rady ds. Pracowników Służby Zdrowia
- konsultor Papieskiej Rady ds. Rodziny

## Nagrody i wyróżnienia

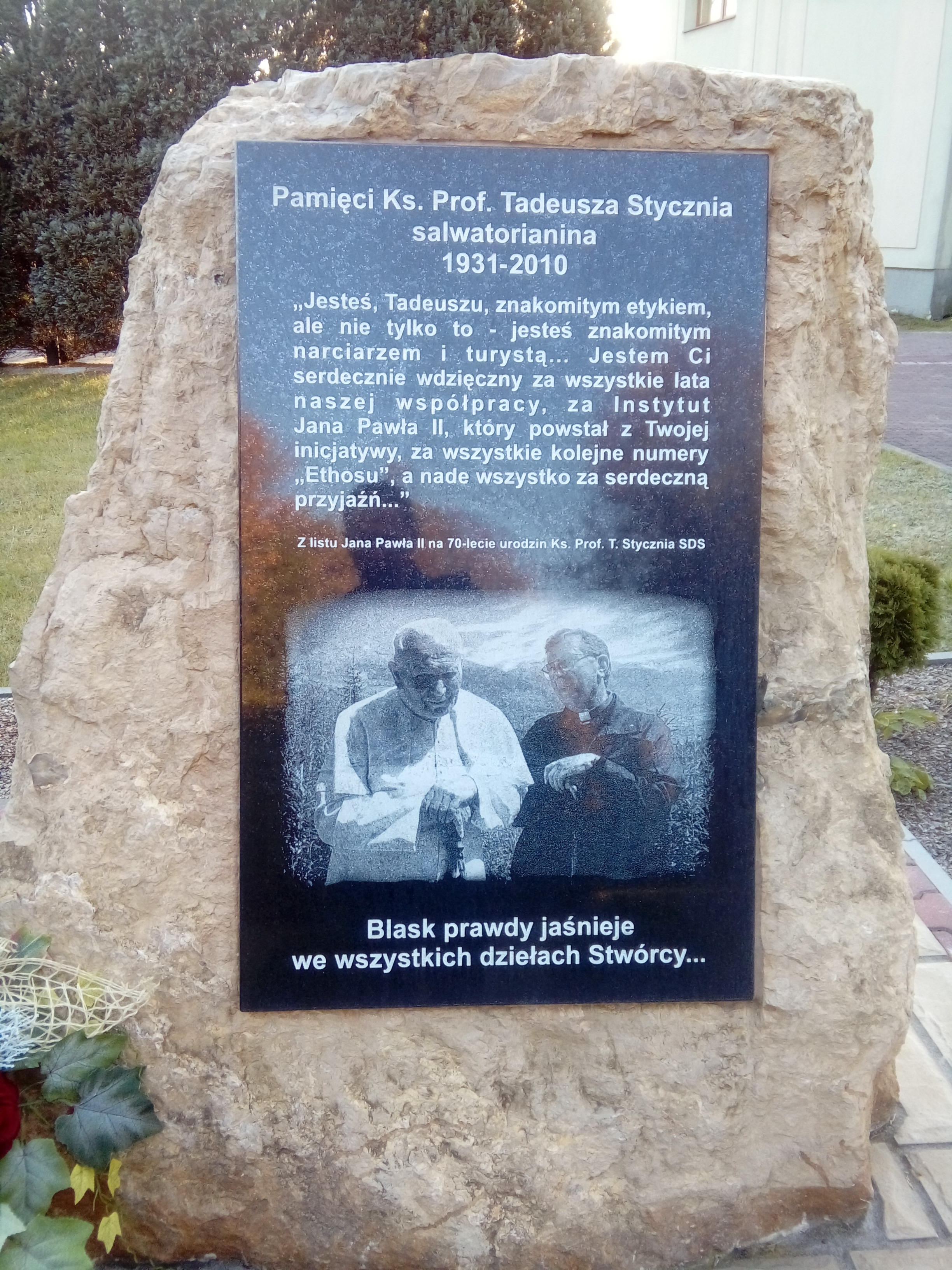
Tablica poświęcona ks. Tadeuszowi Styczniowi w Trzebini

- 29 stycznia 1994 doktorat honoris causa Uniwersytetu Nawarry (Pamplona w Hiszpanii)
- 11 listopada 2006 roku został odznaczony przez prezydenta Rzeczypospolitej Polskiej Lecha Kaczyńskiego Krzyżem Oficerskim Orderu Odrodzenia Polski. Wcześniej z inicjatywą odznaczenia go tym orderem wystąpił prezydent RP Aleksander Kwaśniewski, ale ks. Styczeń odmówił przyjęcia Orderu na znak sprzeciwu wobec złożenia przez tegoż prezydenta podpisu pod ustawą z 30 sierpnia 1996 wyjmującą - jak argumentował - spod wszelkiej ochrony prawa życie tysięcy bezbronnych dzieci przed ich narodzeniem się[4].
- 9 sierpnia 2000 Krzyż Kawalerski Orderu Odrodzenia Polski[5]
- 13 stycznia 2007 medal "Za zasługi dla Katolickiego Uniwersytetu Lubelskiego"
- Od 13 listopada 2007 członek Honorowego Komitetu Rozwoju Centrum Onkologii Ziemi Lubelskiej im. św. Jana Z Dukli[6]
- 6 grudnia 2007 doktorat honoris causa Papieskiego Instytutu Jana Pawła II Studiów nad Małżeństwem i Rodziną Uniwersytetu Laterańskiego w Rzymie
- 14 maja 2008 uhonorowany austriackim Krzyżem Honoru I klasy za Zasługi dla Kultury i Sztuki

Zaprzyjaźniony z Janem Pawłem II, był jego częstym gościem w Watykanie. 4 listopada 2000 Jan Paweł II w liście skierowanym do ks. Tadeusza Stycznia z okazji jego 70. urodzin napisał:

Jestem Ci serdecznie wdzięczny za wszystkie lata naszej współpracy, za Instytut Jana Pawła II, który powstał z Twojej inicjatywy, za wszystkie kolejne numery «Ethosu», a nade wszystko za serdeczną przyjaźń, którą mi okazywałeś i okazujesz niezmiennie do dnia dzisiejszego. Jesteś, Tadeuszu, znakomitym etykiem, ale nie tylko to — jesteś świetnym narciarzem i turystą. Z wdzięcznością wspominam wszystkie nasze wyprawy — letnie, jesienne, zimowe — naprzód jeszcze w górach polskich, a potem także na północy Italii; były one okazją do różnych przemyśleń i twórczych dyskusji.

21 października 2010 podczas uroczystości pogrzebowych w Trzebini kard. Stanisław Dziwisz nazwał ks. Tadeusza Stycznia domownikiem Domu Papieskiego.

## Upamiętnienie
- W 2011, w pierwszą rocznicę śmierci ks. Tadeusza Stycznia powstał film dokumentalny Studia Katolik W służbie prawdy przybliżający jego osobę poprzez wywiady i wspomnienia ludzi mu bliskich oraz jego współpracowników[9].
- 7 października 2017 przy klasztorze salwatorianów w Trzebini odbyło się poświęcenie pomnika ks. Tadeusza Stycznia i poinformowano o podjęciu przez Polską Prowincję Salwatorianów starań o rozpoczęcie procesu beatyfikacyjnego na etapie diecezjalnym[10].
- 10 grudnia 2021 roku na KULu odbyła się uroczystość nadania imienia ks. prof. Tadeusza Stycznia jednej z sal uniwersyteckich KUL. Pamiątkowa tablica znajduje się przy sali 220 Kolegium Jana Pawła II – jest to sala seminaryjna Instytutu Jana Pawła II KUL[11].